# Bobo (IdtV)
Bobo is een televisieserie uit 2003 die werd uitgezonden op Fox Kids.

## Geschiedenis
Het televisieprogramma is gebaseerd op de Nederlandse stripserie Bobo. Het programma werd ontwikkeld in samenwerking met IdtV en bestond uit 20 afleveringen van elk 12 minuten. Elke aflevering heeft een thema dat wordt uitgediept aan de hand van een filmpje en liedje. De serie was te zien in 2003, iedere woensdagmiddag en zondagochtend op Fox Kids.

## Rolverdeling
- Bobo:
- Krabbel: Neel van der Elst
- Tjerk:
- Oom Slokop:
- Mama: